# Чемпионат Казахстана по мини-футболу 2019/2020
22-й сезон чемпионата Казахстана по мини-футболу  начался 12 ноября 2019 года, а 12 марта 2020 года соревнования были остановлены из-за пандемии COVID-19. Возобновления турнира не произошло: в августе сезон был завершен в соответствии с турнирной таблицей на момент остановки соревнований.

## Участники
- «Актобе» (г. Актобе)
- «Аят» (г. Рудный)
- «Жетысу» (г. Талдыкорган)
- «Кайрат» (г. Алматы)
- «Окжетпес» (г. Кокшетау)
- «Атырау» (г. Атырау)
- «Байтерек» (г. Уральск)
- «Каспий» (г. Актау)

## Досрочное завершение
19 августа 2020 года решением Исполкома Казахстанской Федерации футбола сезон чемпионата 2019/20 был завершен досрочно  из-за необходимости в срочной подаче турнирной заявки участников Лиги чемпионов УЕФА по мини-футболу из Казахстана. Результаты сезона были объявлены в соответствии с турнирной таблицей на момент остановки турнира.
Досрочное завершение чемпионата вызвало недовольство игроков и тренеров: на момент остановки турнира было сыграно 74 матча из запланированных 112, клубы успели сыграть разное количество матчей, из-за чего некоторые из них потеряли шанс на борьбу за место в Лиге чемпионов. 
По итогам сезона место в Лиге чемпионов УЕФА по мини-футболу сезона 2020/21 получили 2 лидера таблицы — «Кайрат» и «Актобе». Клуб «Аят», которому досталось 3 место, сыграл на 2 матча меньше, чем «Актобе», и отстал от него всего на одно очко.

## Турнирная таблица
| Место | Команда                | И. | В. | Н. | П. | М.     | ±   | О. |
| ----- | ---------------------- | -- | -- | -- | -- | ------ | --- | -- |
| 1     | «Кайрат» (Алматы)      | 16 | 14 | 2  | 0  | 81/29  | +52 | 44 |
| 2     | «Актобе» (Актобе)      | 20 | 11 | 3  | 6  | 106/67 | +39 | 36 |
| 3     | «Аят» (Рудный)         | 18 | 11 | 2  | 5  | 104/62 | +42 | 35 |
| 4     | «Жетысу» (Талдыкорган) | 18 | 11 | 1  | 6  | 61/46  | +15 | 34 |
| 5     | «Атырау» (Атырау)      | 14 | 10 | 1  | 3  | 53/32  | +21 | 31 |
| 6     | «Окжетпес» (Кокшетау)  | 20 | 5  | 3  | 12 | 58/83  | -25 | 18 |
| 7     | «Каспий» (Актау)       | 20 | 3  | 2  | 15 | 46/115 | -69 | 11 |
| 8     | «Байтерек» (Уральск)   | 22 | 2  | 0  | 20 | 58/133 | -75 | 6  |

И. — количество игр, В. — количество выигрышей, Н. — количество ничьих, П. — количество поражений, М. — количество забитых и пропущенных мячей, ± — разница забитых и пропущенных мячей, О. — количество очков.

## Бомбардиры
| Игрок             | Команда            | Голы |
| ----------------- | ------------------ | ---- |
| Матеус Преа       | «Аят»              | 24   |
| Луан Марсело      | «Аят»              | 19   |
| Нурбек Карагулов  | «Актобе»           | 19   |
| Асхат Кульбаев    | «Актобе»           | 19   |
| Эвертон           | «Жетысу», «Атырау» | 18   |
| Батон             | «Жетысу»           | 14   |
| Даурен Турсагулов | «Кайрат»           | 14   |
| Азат Валиуллин    | «Аят»              | 13   |
| Евгений Валенко   | «Актобе»           | 13   |
| Бекжан Даулетов   | «Окжетпес»         | 13   |
| Сергей Клинков    | «Байтерек»         | 12   |
| Биржан Оразов     | «Кайрат»           | 12   |
| Аршат Сатжан      | «Актобе»           | 12   |
| Хебберт Оливейра  | «Аят»              | 11   |
| Николай Забродин  | «Байтерек»         | 10   |
| Рахимжан Текеев   | «Каспий»           | 10   |
| Пекуено           | «Атырау»           | 10   |